# Foto Andoni
Foto Andoni (* 7. Januar 1946) ist ein ehemaliger albanischer Fußballspieler.
Während seiner Vereinskarriere spielte Andoni von 1963 bis 1968 für FK Partizani Tirana. Zwischen 1965 und 1967 bestritt er zwei Länderspiele für die albanische Nationalmannschaft.